# KELT-11b
KELT-11b是一顆環繞黃色次巨星KELT-11的太陽系外行星，距離地球約320光年。該行星是其中一顆體積巨大的「蓬鬆行星」，其半徑為木星的1.37倍，但質量只有地球的19% 。KELT-11b發現于2016年7月。